# 普拉达诺斯德武雷瓦
普拉达诺斯德武雷瓦，是西班牙卡斯蒂利亚-莱昂布尔戈斯省的一个市镇。总面积11平方公里，总人口54人（2001年），人口密度5人/平方公里。